# Мытник, Тадеуш
Тадеуш Мытник (пол. Tadeusz Mytnik, род. 13 августа 1949, село Новице, Польша) — польский велогонщик, серебряный призёр олимпийских игр (1976), двукратный чемпион мира по шоссейным велогонкам в командной гонке (1973, 1975). В индивидуальных гонках сумел выиграть Тур Польши (1975), Тур Малой Польши (1978), Флеш д'Ор (1981) и По Cледам Замков Пястов (1983). В 2010 был награждён Орденом Возрождения Польши (4 степени).
После завершения карьеры работал владел велосипедным магазином в Гдыне, также был организатором нескольких велогонок в Польше.